# Lista över statsbesök av Carl XVI Gustaf av Sverige

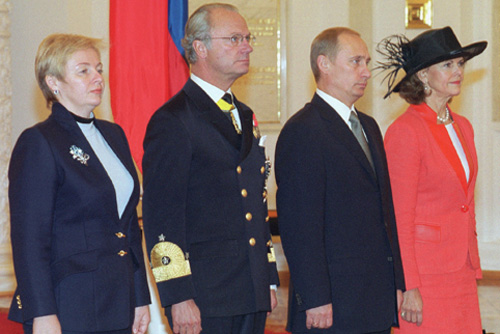
Vladimir och Ljudmila Putina välkomnar kung Carl XVI Gustaf och drottning Silvia under ett statsbesök i Ryssland den 8 november 2001.

Detta är en lista över statsbesök, inkommande och utgående, under kung Carl XVI Gustaf.

## 1900-talet

### 1970-talet
| Värdstat        | Datum                 | Värd                                   | Annat |
| --------------- | --------------------- | -------------------------------------- | ----- |
| Norge           | 1974, 8–10 oktober    | Kung Olav V                            |       |
| Finland         | 1974, 19–21 november  | President Urho Kekkonen                |       |
| Danmark         | 1975, 10–12 april     | Drottning Margrethe II                 |       |
| Island          | 1975, 10–12 juni      | President Kristján Eldjárn             |       |
| Storbritannien  | 1975, 8–10 juli       | Drottning Elizabeth II                 | [ 1 ] |
| Nederländerna   | 1976, 25–28 oktober   | Drottning Juliana                      | [ 2 ] |
| Belgien         | 1977, 15–18 mars      | Kung Baudouin I                        |       |
| Sovjetunionen   | 1978, 7–15 juni       | Ordförande Leonid Brezjnev             |       |
| SFR Jugoslavien | 1978, 11–15 september | President Josip Broz Tito              |       |
| Västtyskland    | 1979, 20–27 mars      | Förbundspresident Walter Scheel        |       |
| Österrike       | 1979, 6–9 november    | Förbundspresident Rudolf Kirchschläger |       |

| Gäststat    | Datum                | Gäst                                   | Annat |
| ----------- | -------------------- | -------------------------------------- | ----- |
| Finland     | 1975, 21-24 oktober  | President Urho Kekkonen                |       |
| Norge       | 1975, 25-27 november | Kung Olav V                            |       |
| Jugoslavien | 1976, 29-30 mars     | President Josip Broz Tito              |       |
| Österrike   | 1976, 18-19 maj      | Förbundspresident Rudolf Kirchschläger |       |
| Spanien     | 1979, 16-19 oktober  | Kung Juan Carlos I                     |       |

### 1980-talet
| Värdstat     | Datum                        | Värd                                           | Annat |
| ------------ | ---------------------------- | ---------------------------------------------- | ----- |
| Japan        | 1980, 14–18 april            | Kejsar Hirohito                                |       |
| Frankrike    | 1980, 16–19 juni 1980        | President Valéry Giscard d'Estaing             |       |
| Tanzania     | 1981, 9–14 februari          | President Julius Nyerere                       |       |
| Saudiarabien | 1981, 20–24 februari 1981    | Kung Khalid bin Abdul Aziz                     |       |
| Kina         | 1981, 14–23 september        | Folkrepubliken Kinas statsråd                  |       |
| Mexiko       | 1982, 17–23 januari          | President José López Portillo                  |       |
| Australien   | 1982, 26 mars–6 april        | Generalguvernör Zelman Cowen                   |       |
| Spanien      | 1983, 22–25 mars             | Kung Juan Carlos I                             |       |
| Finland      | 1983, 22–25 augusti          | President Mauno Koivisto                       |       |
| Luxemburg    | 1983, 21–23 september        | Storhertig Jean                                |       |
| Brasilien    | 1984, 2–7 april              | President João Baptista de Oliveira Figueiredo |       |
| Portugal     | 1986, 29 september–5 oktober | President Mário Soares                         |       |
| Egypten      | 1986, 1–6 november 1986      | President Hosni Mubarak                        |       |
| Island       | 1987, 23–26 juni             | President Vigdís Finnbogadóttir                | [ 3 ] |
| Kanada       | 1988, 14–19 mars             | Generalguvernör Jeanne Sauvé                   | [ 4 ] |
| Nya Zeeland  | 1989, 13–16 februari         | Generalguvernör Paul Reeves                    |       |
| Jordanien    | 1989, 18–21 september        | Kung Hussein                                   |       |

| Gäststat       | Datum                | Gäst                                     | Annat |
| -------------- | -------------------- | ---------------------------------------- | ----- |
| Mexiko         | 1980, 22-25 maj      | President José López Portillo            |       |
| Rumänien       | 1980, 6-10 november  | President Nicolae Ceausescu              |       |
| Kanada         | 1981, 18-20 maj      | Generalguvernör Edward Schreyer          |       |
| Island         | 1981, 26-29 oktober  | President Vigdis Finnbogadottir          |       |
| Finland        | 1982, 27-29 april    | President Mauno Koivisto                 |       |
| Storbritannien | 1983, 25-28 maj      | Drottning Elizabeth II                   |       |
| Frankrike      | 1984, 16-18 maj      | President François Mitterrand            |       |
| Jordanien      | 1984, 3-6 oktober    | Kung Hussein                             |       |
| Zambia         | 1985, 12-14 februari | President Kenneth Kaunda                 |       |
| Danmark        | 1985, 3-6 september  | Drottning Margrethe II                   |       |
| Algeriet       | 1986, 22-24 april    | President Chadli Bendjedid               |       |
| Nederländerna  | 1987, 21-23 maj      | Drottning Beatrix                        | [ 5 ] |
| Västtyskland   | 1988, 31 maj-3 juni  | Förbundspresident Richard von Weizsäcker | [ 6 ] |

### 1990-talet
| Värdstat      | Datum                 | Värd                                     | Annat                            |
| ------------- | --------------------- | ---------------------------------------- | -------------------------------- |
| Italien       | 1991, 8–10 april      | President Francesco Cossiga              | [ 7 ]                            |
| Vatikanstaten | 1991, 2–4 maj         | Påve Johannes Paulus II                  | Besöket ägde rum i Vatikanstaten |
| Ungern        | 1991, 27–30 maj       | President Árpád Göncz                    |                                  |
| Irland        | 1992, 7–9 april       | President Mary Robinson                  |                                  |
| Estland       | 1992, 22–24 april     | President Arnold Rüütel                  |                                  |
| Lettland      | 1992, 9–11 september  | President Anatolijs Gorbunovs            |                                  |
| Litauen       | 1992, 15–16 oktober   | President Vytautas Landsbergis           |                                  |
| Tyskland      | 1993, 27–29 april     | Förbundspresident Richard von Weizsäcker | Officiellt besök                 |
| Norge         | 1993, 7–9 juni        | Kung Harald V                            |                                  |
| Polen         | 1993, 22–24 september | President Lech Wałęsa                    |                                  |
| Indien        | 1993, 11–16 oktober   | President S.D. Sharma                    |                                  |
| Tjeckien      | 1995, 16–18 maj       | President Václav Havel                   |                                  |
| Malaysia      | 1996, 12–15 mars      | Kung Tuanku Jaafar                       |                                  |
| Finland       | 1996, 28–30 augusti   | President Martti Ahtisaari               |                                  |
| Chile         | 1996, 2–5 december    | President Eduardo Frei Ruiz-Tagle        |                                  |
| Sydafrika     | 1997, 18–20 februari  | President Nelson Mandela                 |                                  |
| Moçambique    | 1998, 3–6 november    | President Joaquim Chissano               |                                  |
| Grekland      | 1999, 26-29 april     | President Konstandinos Stephanopoulos    |                                  |

| Gäststat        | Datum                 | Gäst                             | Annat  |
| --------------- | --------------------- | -------------------------------- | ------ |
| Israel          | 1990, 21-23 maj       | President Chaim Herzog           | [ 8 ]  |
| Portugal        | 1990, 9-12 oktober    | President Mário Soares           | [ 9 ]  |
| Tjeckoslovakien | 1991, 22-24 maj       | President Václav Havel           | [ 10 ] |
| Luxemburg       | 1991, 15-17 oktober   | Storhertig Jean                  |        |
| Norge           | 1992, 12-14 maj       | Kung Harald V                    |        |
| Finland         | 1994, 13-15 april     | President Martti Ahtisaari       |        |
| Belgien         | 1994, 3-5 maj         | Kung Albert II                   |        |
| Polen           | 1995, 29-31 mars      | President Lech Walesa            |        |
| Estland         | 1995, 11-13 september | President Lennart Meri           |        |
| Lettland        | 1995, 16-18 oktober   | President Guntis Ulmanis         |        |
| Litauen         | 1995, 21-23 november  | Litauen Algirdas Brazauskas      |        |
| Ungern          | 1996, 1-3 oktober     | President Árpád Göncz            |        |
| Irland          | 1997, 15-17 april     | President Mary Robinson          |        |
| Österrike       | 1997, 23-25 september | Förbundspresident Thomas Klestil |        |
| Ryssland        | 1997, 2-4 december    | President Boris Jeltsin          | [ 11 ] |
| Italien         | 1998, 5-8 maj         | President Oscar Luigi Scalfaro   |        |
| Argentina       | 1998, 26-28 maj       | President Carlos Menem           |        |
| Island          | 1998, 24-26 november  | President Ólafur Ragnar Grímsson |        |
| Sydafrika       | 1999, 17-18 mars      | President Nelson Mandela         |        |
| Ukraina         | 1999, 23-25 mars      | President Leonid Kutjma          |        |
| Slovenien       | 1999, 5-7 oktober     | President Milan Kučan            |        |

## 2000-talet

### 2000-talets första decennium
| Värdstat      | Datum                        | Värd                             | Annat            |
| ------------- | ---------------------------- | -------------------------------- | ---------------- |
| Bulgarien     | 2000, 9–11 november          | President Petăr Stojanov         |                  |
| Belgien       | 2001, 8–11 maj               | Kung Albert II                   |                  |
| Ryssland      | 2001, 8–11 november          | President Vladimir Putin         |                  |
| Slovakien     | 2002, 3–5 april              | President Rudolf Schuster        |                  |
| Mexiko        | 2002, 5–7 november           | President Vicente Fox            |                  |
| Thailand      | 2003, 25 februari–1 mars     | Kung Bhumibol Adulyadej          |                  |
| Rumänien      | 2003, 8–10 april             | President Ion Iliescu            |                  |
| Finland       | 2003, 26–28 augusti          | President Tarja Halonen          |                  |
| Vietnam       | 2004, 2–6 februari           | President Tran Duc Luong         |                  |
| Brunei        | 2004, 7–9 februari           | Sultan Hassanal Bolkiah          |                  |
| Slovenien     | 2004, 15–17 juni 2004        | President Janez Drnovšek         |                  |
| Island        | 2004, 7–9 september          | President Ólafur Ragnar Grímsson |                  |
| Thailand      | 2005, 17–19 januari          | Kung Bhumibol Adulyadej          | Officiellt besök |
| Australien    | 2005, 7–12 november          | Generalguvernör Michael Jeffery  |                  |
| Turkiet       | 2006 30 maj–1 juni           | President Ahmet Necdet Sezer     |                  |
| Kina          | 2006, 17–22 juli             | President Hu Jintao              |                  |
| Kanada        | 2006, 24–27 oktober          | Generalguvernör Michaëlle Jean   |                  |
| Japan         | 2007, 26–29 mars             | Kejsar Akihito                   |                  |
| Danmark       | 2007, 9–11 maj               | Drottning Margrethe II           |                  |
| Österrike     | 2007, 20–22 november         | Förbundspresident Heinz Fischer  |                  |
| Portugal      | 2008, 5–7 maj                | President Anibal Cavaco Silva    |                  |
| Ukraina       | 2008, 30 september–3 oktober | President Viktor Jusjtjenko      |                  |
| Italien       | 2009, 24–27 mars             | President Giorgio Napolitano     |                  |
| Nederländerna | 2009, 21–23 april            | Drottning Beatrix                |                  |

| Gäststat  | Datum                 | Gäst                                | Annat |
| --------- | --------------------- | ----------------------------------- | ----- |
| Frankrike | 2000, 10-11 april     | President Jacques Chirac            |       |
| Finland   | 2000, 2-3 maj         | President Tarja Halonen             |       |
| Japan     | 2000, 29-31 maj       | Kejsar Akihito                      |       |
| Tyskland  | 2003, 20-22 maj       | Förbundspresident Johannes Rau      |       |
| Jordanien | 2003, 7-9 oktober     | Kung Abdullah II                    |       |
| Lettland  | 2005, 31 mars-1 april | President Vaira Vīķe-Freiberga      |       |
| Malaysia  | 2005, 14-15 september | Kung Tuanku Syed Sirajuddin         |       |
| Botswana  | 2006, 21-23 mars      | President Festus Mogae              |       |
| Kina      | 2007, 8-10 juni       | President Hu Jintao                 |       |
| Brasilien | 2007, 11-12 september | President Luiz Inacio Lula da Silva |       |
| Bulgarien | 2007, 9-11 oktober    | President Georgi Părvanov           |       |
| Rumänien  | 2008, 11-12 mars      | President Traian Băsescu            |       |
| Luxemburg | 2008, 15-17 april     | Storhertig Henri                    |       |
| Grekland  | 2008, 20-22 maj       | President Karolos Papoulias         |       |

### 2010-talet
| Värdstat   | Datum               | Värd                                | Annat  |
| ---------- | ------------------- | ----------------------------------- | ------ |
| Brasilien  | 2010, 23–26 mars    | President Luiz Inácio Lula da Silva |        |
| Botswana   | 2011, 22–25 mars    | President Ian Khama                 | [ 12 ] |
| Polen      | 2011, 4–6 maj       | President Bronisław Komorowski      |        |
| Sydkorea   | 2012, 30 maj–1 juni | President Lee Myung-bak             |        |
| Kroatien   | 2013, 16–18 april   | President Ivo Josipović             |        |
| Lettland   | 2014, 25–26 mars    | President Andris Bērziņš            |        |
| Frankrike  | 2014, 2–4 december  | President François Hollande         |        |
| Finland    | 2015, 3–5 mars      | President Sauli Niinistö            |        |
| Litauen    | 2015, 7–9 oktober   | President Dalia Grybauskaitė        |        |
| Bhutan     | 2016, 8–10 juni     | Kung Jigme Khesar Namgyel Wangchuck |        |
| Tyskland   | 2016, 5–8 oktober   | Förbundspresident Joachim Gauck     |        |
| Indonesien | 2017, 22–24 maj     | President Joko Widodo               |        |
| Irland     | 2019, 22–24 maj     | President Michael D. Higgins        |        |
| Sydkorea   | 2019, 14–15 juni    | President Moon Jae-in               |        |
| Indien     | 2019, 2–6 december  | President Ram Nath Kovind           |        |

| Gäststat | Datum                | Gäst                           | Annat                |
| -------- | -------------------- | ------------------------------ | -------------------- |
| Estland  | 2011, 18-20 januari  | President Toomas Hendrik Ilves |                      |
| Finland  | 2012, 17-18 april    | President Sauli Niinistö       |                      |
| Turkiet  | 2013, 11-13 mars     | President Abdullah Gül         |                      |
| Portugal | 2013, 1-3 oktober    | President Aníbal Cavaco Silva  |                      |
| Indien   | 2015, 31 maj-2 juni  | President Pranab Mukherjee     |                      |
| Tunisien | 2015, 4-6 november   | President Beji Caid Essebsi    |                      |
| Chile    | 2016, 10-12 maj      | President Michelle Bachelet    |                      |
| Kanada   | 2017, 20-23 februari | Generalguvernör David Johnston | [ 13 ]               |
| Island   | 2018, 17-19 januari  | President Guðni Jóhannesson    |                      |
| Italien  | 2018, 13-15 november | President Sergio Mattarella    | [ 14 ] [ 15 ] [ 16 ] |
| Sydkorea | 2019, 14-15 juni     | President Moon Jae-in          |                      |

### 2020-talet
| Värdstat  | Datum                | Värd                                  | Annat  |
| --------- | -------------------- | ------------------------------------- | ------ |
| Jordanien | 2022, 15–17 november | Kung Abdullah II                      | [ 17 ] |
| Estland   | 2023, 2–4 maj        | President Alar Karis                  | [ 18 ] |
| Mexiko    | 2024, 12–14 mars     | President Andrés Manuel López Obrador | [ 19 ] |
| Singapore | 2024, 19–21 november | President Tharman Shanmugaratnam      | [ 20 ] |

| Gäststat      | Datum                | Gäst                                      | Annat  |
| ------------- | -------------------- | ----------------------------------------- | ------ |
| Tyskland      | 2021, 7-9 september  | Förbundspresident Frank-Walter Steinmeier | [ 21 ] |
| Spanien       | 2021, 24-25 november | Kung Felipe VI                            | [ 22 ] |
| Nederländerna | 2022, 11-13 oktober  | Kung Willem-Alexander                     | [ 23 ] |
| Frankrike     | 2024, 30-31 januari  | President Emmanuel Macron                 | [ 24 ] |
| Finland       | 2024, 23-24 april    | President Alexander Stubb                 | [ 25 ] |
| Danmark       | 2024, 6-7 maj        | Kung Frederik X                           | [ 26 ] |